# Václav Bára
Václav Bára (15. června 1908 Holešovice-Bubny – 6. března 1990) byl český fotbalista, československý reprezentant.

## Sportovní kariéra
Za československou reprezentaci odehrál 2 utkání a vstřelil 1 gól (v přátelském zápase s Polskem roku 1931). Dvojnásobný mistr Československa, a to v letech 1930 a 1931, vždy se Slávií Praha. Z ní odešel do Bohemians.